# Танги Куаси
Танги Куаси (фр. Tanguy Kouassi; Париз, 7. јун 2002) јесте француски фудбалер, пореклом из Обале Слоноваче. Игра на позицији штопера. Тренутно је члан Севиље.

## Клупска каријера

### Пари Сен Жермен
Куаси је био члан академије ПСЖ-а, а сениорски деби имао је 7. децембра 2019. у лигашкој утакмици против Монпељеа    
која је завршена 3 : 1 у корист Парижана. Неколико дана касније, одиграо је први меч у Лиги шампиона и то против Галатасараја.
Први гол за ПСЖ дао је у победи од 3 : 0 против Ремса у француском Лига купу 22. јануара 2020. Куасијев погодак против Ремса био је укупно 4000. у историји Пари Сен Жермена. Први гол у француској лиги дао је на гостовању Амјену (4 : 4) 15. фебруара.

### Бајерн Минхен
Немачки Бајерн Минхен озваничио је сарадњу са Куасијем 1. јула 2020. Уговор је потписан на четири године. Млади француски дефанзивац је претходно одбио понуде Милана и Лајпцига.

### Севиља
Дана 17. августа 2022. године, Куаси је потписао уговор на пет година са шпанским клубовим Севиљом. Два дана касније дебитовао је против Реал Ваљадолида. Једанаестог октобра је постигао свој први гол у Лиги шампиона и то против Борусије Дортмунд у гостима (крајњи резултат је био 1 : 1).

## Репрезентативна каријера
Куаси је пореклом из Обале Слоноваче. Наступао је за омладинске селекције Француске. Био је део француске репрезентације која је дошла до полуфинала Европског првенства до 17 година 2019.
Исте године одржано је и Светско првенство до 17 година. Био је важна карика и на том такмичењу где је Француска завршила на трећем месту. Почео је свих седам мечева и постигао је један гол.

## Статистике каријере

### Клуб
Ажурирано 11. марта 2020
| Клуб              | Сезона            | Лига                | Лига    | Лига   | Куп     | Куп    | Лига куп | Лига куп | Европа  | Европа | Остало  | Остало | Укупно  | Укупно |
| Клуб              | Сезона            | Дивизија            | Наступи | Голови | Наступи | Голови | Наступи  | Голови   | Наступи | Голови | Наступи | Голови | Наступи | Голови |
| ----------------- | ----------------- | ------------------- | ------- | ------ | ------- | ------ | -------- | -------- | ------- | ------ | ------- | ------ | ------- | ------ |
| Пари Сен Жермен   | 2019/20.          | Прва лига Француске | 6       | 2      | 3       | 0      | 2        | 1        | 2       | 0      | 0       | 0      | 13      | 3      |
| Укупно у каријери | Укупно у каријери | Укупно у каријери   | 6       | 2      | 3       | 0      | 2        | 1        | 2       | 0      | 0       | 0      | 13      | 3      |

## Успеси

### Клуб
Пари Сен Жермен
- Прва лига Француске (1) : 2019/20.[14]
- Куп Француске (1) : 2019/20.[15]
- Лига куп Француске (1) : 2019/20.[16]

Бајерн Минхен
- Бундеслига (2) : 2020/21, 2021/22.
- Суперкуп Немачке (2) : 2021, 2022.

Севиља
- УЕФА Лига Европе (1) : 2022/23.

### Репрезентативни
Француска до 17
- Бронза на Светском првенству до 17 година: 2019.[17]